# Gibberula quadrifasciata
Gibberula quadrifasciata is een slakkensoort uit de familie van de Cystiscidae. De wetenschappelijke naam van de soort is voor het eerst geldig gepubliceerd in 1873 door Marrat.